# 三號鎮區 (北卡羅萊納州克雷文縣)
三號鎮區（英語：Township 3）是位於美國北卡羅萊納州克雷文縣的一個鎮區。

## 地方資料
三號鎮區的面積為246.05平方千米，皆為陸地。根據2020年美國人口普查的數據，當地共有人口3381人，而人口密度為每平方千米13.74人。